# Liste der Naturdenkmale im Amt Brück
Die Liste der Naturdenkmale im Amt Brück nennt die Naturdenkmale im Amt Brück im Landkreis Potsdam-Mittelmark in Brandenburg, welche durch Rechtsverordnung geschützt sind. Sie ist aufgeteilt nach Gemeinden und deren Ortsteile. Naturdenkmale sind Einzelschöpfungen der Natur, deren Erhaltung wegen ihrer hervorragenden Schönheit, Seltenheit oder Eigenart oder ihrer ökologischen, wissenschaftlichen, geschichtlichen, volks- oder heimatkundlichen Bedeutung im öffentlichen Interesse liegt. Grundlage sind die Veröffentlichungen des Landkreises.
In den Spalten befinden sich folgende Informationen:
- Nr.: Identifizierungsnummer nach veröffentlichter Liste. Sie wird von der unteren Naturschutzbehörde des Landkreises oder der kreisfreien Stadt vergeben. Wenn sie bekannt ist, wird sie angegeben. In dieser Spalte kann sich zusätzlich das Wort Wikidata befinden, der entsprechende Link führt zu Angaben zu diesem Naturdenkmal bei Wikidata.
- Bezeichnung: Benennung des Naturdenkmals, in der Regel wird bei Bäume die Baumart genannt. Bekannte Eigennamen werden mit angegeben.
- Gemarkung: Ort oder Gemarkung, in der sich das Naturdenkmal befindet
- Lage: Nennt die Lage des Naturdenkmals im jeweiligen Ortsteil und die geografischen Koordinaten des Naturdenkmals. Link zu einem Kartenansichtstool, um Koordinaten zu setzen. In der Kartenansicht sind Naturdenkmale ohne Koordinaten mit einem roten beziehungsweise orangen Marker dargestellt und können in der Karte gesetzt werden. Denkmale ohne Bild sind mit einem blauen bzw. roten Marker gekennzeichnet, Denkmale mit Bild mit einem grünen beziehungsweise orangen Marker.
- Beschreibung: die Beschreibung des Naturdenkmales
- Schutzzweck: Erläutert den Grund der Unterschutzstellung
- Bild: Zeigt ein Bild des Naturdenkmales und gegebenenfalls ein Link zu weiteren Fotos im Medienarchiv Wikimedia Commons

## Brück

### Brück
| Bild                                    | Bezeichnung     | Lage | Beschreibung                                                                                 | Schutzzweck                                  | Nummer |
| --------------------------------------- | --------------- | --- | -------------------------------------------------------------------------------------------- | -------------------------------------------- | ------ |
| BW                                      | Rot-Buche       | Brück, Innenstadt von Brück, vor der Kirche (52° 11′ 52″ N, 12° 46′ 12,3″ O) | Rot-Buche (Fagus sylvatica). Kronendurchmesser 25 m                                          | Seltenheit, Eigenart, Größe, Ortsbild        | 076-01 |
| BW                                      | Eiche           | Brück, Innenstadt von Brück, ca. 100 m von der Kirche entfernt, an der Hauptstraße, bei Kriegerdenkmal (52° 11′ 48,3″ N, 12° 45′ 56,1″ O)                                                      | Stiel-Eiche (Quercus robur). Kronendurchmesser 26 m                                          | Seltenheit, Eigenart, Ortsbild, Größe        | 076-02 |
| BW                                      | Ulme            | Brück, nahe/nordwestlich des Bahnüberganges in Brück, an der Ecke Bahnhofstraße (52° 11′ 9,4″ N, 12° 45′ 23,3″ O)                                                                              | Berg-Ulme (Ulmus glabra). Kronendurchmesser 16 m                                             | Seltenheit, Eigenart, Ortsbild, Wuchs        | 076-03 |
| BW                                      | Eiche           | Brück, Ortsteil Rottstock, bei Kriegerdenkmal, an der Hauptstraße neben Telefonzelle (52° 10′ 41″ N, 12° 45′ 14,5″ O)                                                                          | Stiel-Eiche (Quercus robur). Kronendurchmesser 18 m                                          | Seltenheit, Eigenart, Ortsbild, Wuchs        | 076-04 |
| Direkt Bild zu diesem Denkmal hochladen | Linde           | Brück, () | Winter-Linde (Tilia cordata). Kronendurchmesser 29 m                                         | Seltenheit, Eigenart, Größe, Ortsbild        | 076-05 |
| BW                                      | Eiche           | Brück, Ortsteil Gömnigk, an der Bushaltestelle östliche Straßenseite der B246, an Kreuzung (52° 10′ 9,7″ N, 12° 44′ 9,2″ O)                                                                    | Stiel-Eiche (Quercus robur). Kronendurchmesser 16 m                                          | Seltenheit, Eigenart, Ortsbild, Größe        | 076-07 |
| BW                                      | Ross-Kastanie   | Brück, Ortsteil Gömnigk, Ortsrand, westlich der Plane, zwischen Plane und einem zur Mühle führenden Seitenkanal, de nur noch selten oder wenig Wasser führt (52° 10′ 14,9″ N, 12° 44′ 18,9″ O) | Ross-Kastanie (Aesculus hippocastanum). Kronendurchmesser 25 m                               | Seltenheit, Eigenart, Ortsbild, Größe        | 076-08 |
| BW                                      | zwei Rot-Buchen | Brück, Ortsteil Gömnigk, Ortsrand, nördlich einer Planebiegung (52° 10′ 10,4″ N, 12° 44′ 19,3″ O)                                                                                              | 2 Rot-Buchen (Fagus sylvatica). Kronendurchmesser je 25 m                                    | Seltenheit, Eigenart, Landschaftsbild, Größe | 076-09 |
| BW                                      | zwei Pappeln    | Brück, Ortsteil Gömnigk, Ortsrand, westlich der Plane, nördlich eines zur Mühle führenden Seitenkanals (52° 10′ 10,6″ N, 12° 44′ 26,9″ O)                                                      | 2 Pappeln (Populus spec.), Hybride mit Anteil Populus alba. Kronendurchmesser insgesamt 30 m | Seltenheit, Eigenart, Landschaftsbild, Größe | 076-10 |

### Neuendorf
| Bild | Bezeichnung        | Lage | Beschreibung                                              | Schutzzweck                                                                    | Nummer |
| ---- | ------------------ | --- | --------------------------------------------------------- | ------------------------------------------------------------------------------ | ------ |
| BW   | Kiefer             | Neuendorf b. Brück, 800 m nordöstlich von Neuendorf, vor dem Waldrand (52° 12′ 19″ N, 12° 49′ 50,7″ O)                                       | Gemeine Kiefer (Pinus sylvestris). Kronendurchmesser 13 m | Seltenheit, Eigenart, Landschaftsbild                                          | 428-01 |
| BW   | Eiche              | Neuendorf b. Brück, Ortslage nahe der Kirche, direkt neben einer Garage (52° 11′ 54,8″ N, 12° 49′ 18,6″ O)                                   | Stiel-Eiche (Quercus robur). Kronendurchmesser 21 m       | Seltenheit, Eigenart, Ortsbild                                                 | 428-02 |
| BW   | Ulme               | Neuendorf b. Brück, Ortslage, Dorfanger westlich nahe der Kirche (52° 11′ 56,3″ N, 12° 49′ 14,8″ O)                                          | Flatterulme (Ulmus laevis). Kronendurchmesser 20 m        | Seltenheit, Eigenart, Größe, Ortsbild                                          | 428-03 |
| BW   | zwei Maulbeerbäume | Neuendorf b. Brück, östlicher Teil des Ortes, südlich der B246, Baum 2 liegend, an dickeren Baum 1 gelehnt (52° 12′ 1,8″ N, 12° 49′ 29,5″ O) | 2× Weiße Maulbeere (Morus alba). Kronendurchmesser 8 m    | Seltenheit, Eigenart, kulturhistorische Bedeutung, dendrologische Besonderheit | 428-04 |

## Golzow

### Golzow
| Bild                           | Bezeichnung   | Lage | Beschreibung                                                   | Schutzzweck                           | Nummer |
| ------------------------------ | ------------- | --- | -------------------------------------------------------------- | ------------------------------------- | ------ |
| Weitere Bilder Fotos hochladen | Schloss-Linde | Golzow, Golzow, im ehemaligen Schlossbereich, gegenüber Gebäude Mühlendamm 10 A-12 (52° 16′ 36,4″ N, 12° 35′ 53,8″ O) | Linde (Tilia). Kronendurchmesser 23 m                          | Seltenheit, Eigenart, Ortsbild        | 216-02 |
| Weitere Bilder Fotos hochladen | Platanen      | Golzow, Golzow, im ehemaligen Schlossbereich, Weg zum Sportplatz (52° 16′ 38,7″ N, 12° 35′ 56,2″ O)                   | 3 Platanen (Platanus acerifolia). Kronendurchmesser 23/13/20 m | Seltenheit, Eigenart, Größe, Ortsbild | 216-03 |

### Pernitz
| Bild                           | Bezeichnung   | Lage                                       | Beschreibung                                        | Schutzzweck                                                        | Nummer |
| ------------------------------ | ------------- | ------------------------------------------ | --------------------------------------------------- | ------------------------------------------------------------------ | ------ |
| Weitere Bilder Fotos hochladen | Friedenseiche | Pernitz, (52° 17′ 19,3″ N, 12° 36′ 5,7″ O) | Stiel-Eiche (Quercus robur). Kronendurchmesser 22 m | Seltenheit, Eigenart, kulturhistorische Bedeutung, Landschaftsbild | 216-01 |

## Linthe

### Alt Bork
| Bild                                    | Bezeichnung  | Lage | Beschreibung                                            | Schutzzweck                                                    | Nummer |
| --------------------------------------- | ------------ | --- | ------------------------------------------------------- | -------------------------------------------------------------- | ------ |
| BW                                      | Maulbeerbaum | Alt Bork, Ortslage Alt Bork, vor der Kirche (52° 11′ 21,4″ N, 12° 52′ 7,1″ O)                                         | Weiße Maulbeere (Morus alba). Kronendurchmesser 15 m    | Seltenheit, Eigenart, kulturhistorische Bedeutung, hohes Alter | 004-01 |
| Direkt Bild zu diesem Denkmal hochladen | Maulbeerbaum | Alt Bork, () | Weiße Maulbeere (Morus alba). Kronendurchmesser 12 m    | Seltenheit, Eigenart, kulturhistorische Bedeutung, hohes Alter | 004-02 |
| BW                                      | Ulme         | Alt Bork, Ortslage Alt Bork, an einem Spielplatz neben dem Gemeindehaus (Pfarrhaus) (52° 11′ 23,2″ N, 12° 52′ 7,5″ O) | Flatter-Ulme (Ulmus cf. laevis). Kronendurchmesser 19 m | Seltenheit, Eigenart, hohes Alter, Größe                       | 004-04 |

### Deutsch Bork
| Bild | Bezeichnung     | Lage | Beschreibung                                                      | Schutzzweck                                       | Nummer |
| ---- | --------------- | --- | ----------------------------------------------------------------- | ------------------------------------------------- | ------ |
| BW   | Maulbeerbaum 1  | Deutsch Bork, auf dem Kirchhof, östlichster von drei alten Maulbeerbäumen (52° 9′ 56,8″ N, 12° 51′ 15,7″ O)                           | Weiße Maulbeere (Morus alba). Kronendurchmesser 16 m              | Seltenheit, Eigenart, kulturhistorische Bedeutung | 132-01 |
| BW   | Maulbeerbaum 2  | Deutsch Bork, auf dem Kirchhof, mittlerer von drei alten Maulbeerbäumen (52° 9′ 56,4″ N, 12° 51′ 15,1″ O)                             | Weiße Maulbeere (Morus alba). Kronendurchmesser 7 m               | Seltenheit, Eigenart, kulturhistorische Bedeutung | 132-02 |
| BW   | Maulbeerbaum 3  | Deutsch Bork, auf dem Kirchhof, westlichster von drei alten Maulbeerbäumen (52° 9′ 56″ N, 12° 51′ 14,1″ O)                            | Weiße Maulbeere (Morus alba). Kronendurchmesser 15 m              | Seltenheit, Eigenart, kulturhistorische Bedeutung | 132-03 |
| BW   | drei Maulbeeren | Deutsch Bork, nordöstlich vor dem Kirchhof, Bäume 1–3 nacheinander von der Kirchhofmauer zur Straße (52° 9′ 57,3″ N, 12° 51′ 15,9″ O) | 3× Weiße Maulbeere (Morus alba). Kronendurchmesser insgesamt 28 m | Seltenheit, Eigenart, kulturhistorische Bedeutung | 132-04 |

### Linthe
| Bild | Bezeichnung  | Lage | Beschreibung                                      | Schutzzweck                           | Nummer |
| ---- | ------------ | --- | ------------------------------------------------- | ------------------------------------- | ------ |
| BW   | Silber-Weide | Linthe, ca. 100 m nach Ortsausgang Linthe in Richtung Schlalach, nördliche Straßenseite (52° 9′ 26,9″ N, 12° 47′ 34,2″ O) | Silber-Weide (Salix alba). Kronendurchmesser 19 m | Seltenheit, Eigenart, Landschaftsbild | 344-01 |

## Planebruch

### Cammer
| Bild | Bezeichnung | Lage                                                                                                  | Beschreibung                                        | Schutzzweck                           | Nummer |
| ---- | ----------- | --- | --------------------------------------------------- | ------------------------------------- | ------ |
| BW   | Dorf-Eiche  | Cammer, Ortslage, an der Hauptstraße, Ecke zur Straße zum Gutspark (52° 15′ 30,5″ N, 12° 39′ 33,7″ O) | Stiel-Eiche (Quercus robur). Kronendurchmesser 24 m | Seltenheit, Eigenart, Größe, Ortsbild | 104-03 |

### Damelang
| Bild | Bezeichnung | Lage | Beschreibung                                        | Schutzzweck                                  | Nummer |
| ---- | ----------- | --- | --------------------------------------------------- | -------------------------------------------- | ------ |
| BW   | Eiche 1     | Damelang, Freienthal, bei Hackenhausen, ca. 30 m westlich der Straße im Bestand zwischen Straße und Bundesforstamt (52° 12′ 53,2″ N, 12° 44′ 55,2″ O)                  | Stiel-Eiche (Quercus robur). Kronendurchmesser 23 m | Seltenheit, Eigenart, Größe                  | 116-01 |
| BW   | Eiche 2     | Damelang, Freienthal, bei Hackenhausen, 50 m westlich der Straße, zwischen Kieferndickung und Bundesforstamt, am Ende einer Baumreihe (52° 12′ 49″ N, 12° 44′ 53,3″ O) | Stiel-Eiche (Quercus robur). Kronendurchmesser 21 m | Seltenheit, Eigenart, Landschaftsbild, Größe | 116-02 |

### Oberjünne
| Bild            | Bezeichnung     | Lage | Beschreibung                                                  | Schutzzweck                    | Nummer |
| --------------- | --------------- | --- | ------------------------------------------------------------- | ------------------------------ | ------ |
| BW              | Knorrige Kiefer | Oberjünne, Oberjünne, Ortslage, Dorfstraße am Rande einer Grünanlage (52° 16′ 49,6″ N, 12° 38′ 22,1″ O) | Gemeine Waldkiefer (Pinus sylvestris). Kronendurchmesser 15 m | Seltenheit, Eigenart, Ortsbild | 456-01 |
| Fotos hochladen | Dorf-Eiche      | Oberjünne, Oberjünne, Ortslage, Dorfstraße am Rande einer Grünanlage (52° 16′ 48,1″ N, 12° 38′ 23″ O)   | Stiel-Eiche (Quercus robur). Kronendurchmesser 17 m           | Seltenheit, Eigenart, Ortsbild | 456-02 |